# 勒茨韦勒
勒茨韦勒是德国莱茵兰-普法尔茨州的一个市镇。总面积5.74平方公里，总人口2155人，其中男性1071人，女性1084人（2011年12月31日），人口密度375人/平方公里。